# Carline Bouw
Carline Bouw (Epe, 14 de desembre de 1984) és una remadora neerlandesa.